# Formica naefi
Formica naefi é uma espécie de formiga do gênero Formica, pertencente à subfamília Formicinae.